# Comuna Sâmbăta, Bihor
Sâmbăta (în maghiară: Szombotság) este o comună în județul Bihor, Crișana, România, formată din satele Copăceni, Ogești, Rogoz, Rotărești, Sâmbăta (reședința) și Zăvoiu.

## Demografie
Componența etnică a comunei Sâmbăta
     Români (91,87%)
     Romi (2,13%)
     Alte etnii (0,16%)
     Necunoscută (5,84%)
Componența confesională a comunei Sâmbăta
     Ortodocși (77,43%)
     Penticostali (11,29%)
     Greco-catolici (4,5%)
     Alte religii (0,63%)
     Necunoscută (6,16%)
Conform recensământului efectuat în 2021, populația comunei Sâmbăta se ridică la 1.267 de locuitori, în scădere față de recensământul anterior din 2011, când fuseseră înregistrați 1.475 de locuitori. Majoritatea locuitorilor sunt români (91,87%), cu o minoritate de romi (2,13%), iar pentru 5,84% nu se cunoaște apartenența etnică. Din punct de vedere confesional, majoritatea locuitorilor sunt ortodocși (77,43%), cu minorități de penticostali (11,29%) și greco-catolici (4,5%), iar pentru 6,16% nu se cunoaște apartenența confesională.

## Politică și administrație
Comuna Sâmbăta este administrată de un primar și un consiliu local compus din 9 consilieri. Primarul, Alex-Dorin Cocerjuc[*], de la Partidul Național Liberal, este în funcție din 1 noiembrie 2024. Începând cu alegerile locale din 2024, consiliul local are următoarea componență pe partide politice:
|  | Partid                     | Consilieri | Componența Consiliului | Componența Consiliului | Componența Consiliului | Componența Consiliului |
|  | -------------------------- | ---------- | ---------------------- | ---------------------- | ---------------------- | ---------------------- |
|  | Partidul Național Liberal  | 4          |                        |                        |                        |                        |
|  | Partidul Social Democrat   | 4          |                        |                        |                        |                        |
|  | Partidul Mișcarea Populară | 1          |                        |                        |                        |                        |

## Atracții turistice
- Biserica de lemn din Copăceni, Bihor
- Biserica de lemn din Ogești
- Biserica de lemn din Rotărești
- Biserica de lemn din Sâmbăta